# Thomas Rowlandson
Thomas Rowlandson, född den 14 juli 1756 i London, död den 22 april 1827, var en engelsk tecknare, grafiker och målare.

## Biografi

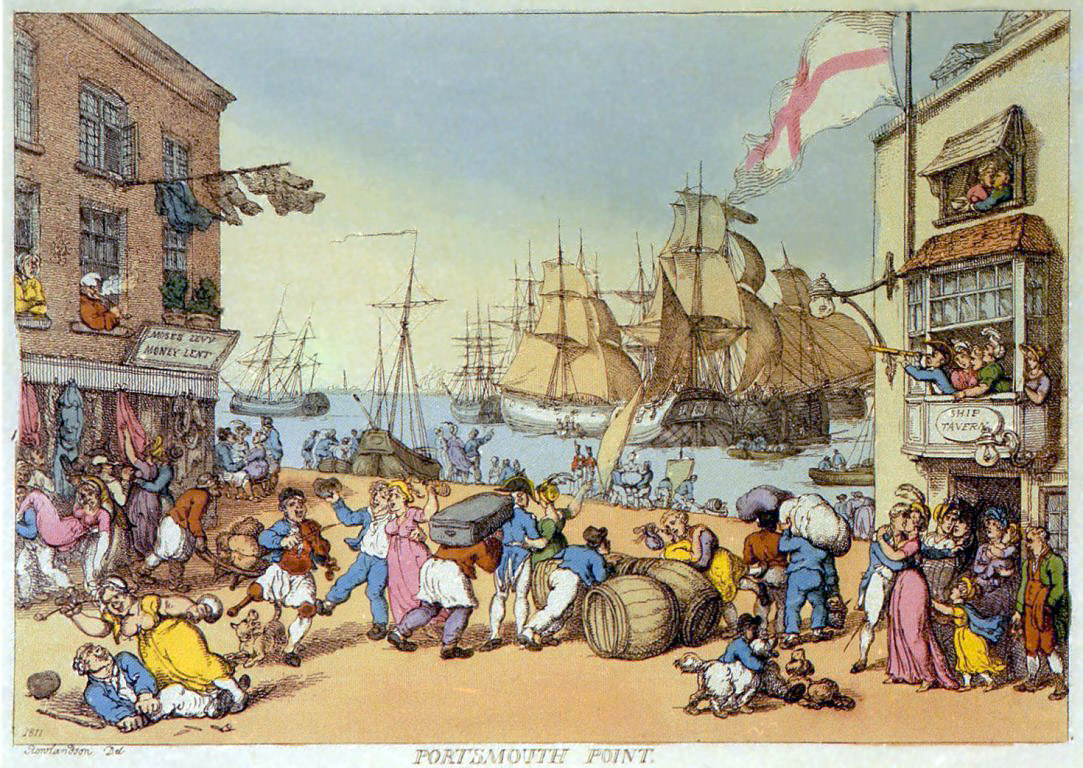
Portsmouth Point av Thomas Rowlandson.

Rowlandson kom vid 16 års ålder till Paris, var sedan elev vid akademien i London, ägnade sig huvudsakligen åt teckning och skildrade, antingen han målade eller tecknade, sin samtid, Paris, Tyskland, men framför allt London och engelska typer av alla samhällsklasser. För en privat kundkrets producerade han även erotisk konst.
Han levde en libertins liv och spelade bort sina pengar lika ledigt, som han förvärvade dem. I grotesk uppfattning kunde han mäta sig med Hogarth. Hans skämt var grovkorniga, ofta råa och cyniska, satiren brutal och ettrig, lasten skildras utan försök att mildra eller uppsminka den. 
Rowlandson är en utpräglad personlighet, på samma gång som han är en högst belysande representant för sin samtids England, vilket passerar revy i hans otaliga skildringar ur livet. Hans bilder ur samhällets lägsta lager är av upprörande skärpa. På samma gång hade han likväl blick för kvinnligt behag och även för ridderlig elegans. 
Till hans mest betydande alster hör serierna The microcosm of London (1808), The tours of dr Syntax (1812–1821), The english Dance of Death (1815–1816) samt illustrationer till "The humorist" och arbeten av Goldsmith och Sterne.